# Federico Vanelli
Federico Vanelli (Lodi, 9 de março de 1991) é um maratonista aquática italiano.

## Carreira

### Rio 2016
Vanelli competiu nos 10 km masculino nos Jogos Olímpicos de Verão de 2016 ficando na sétima colocação.